# 北淮安左郡
北淮安左郡，中国南北朝时设置的郡。
南朝齐武帝永明八年（490年）之前置北淮安左郡，属司州。治所在高邑县（今河南省信阳市西北），下辖高邑县。与南淮安左郡相区别称之为北淮安左郡。南梁、南陈废北淮安左郡。